# Arne Lawrenz

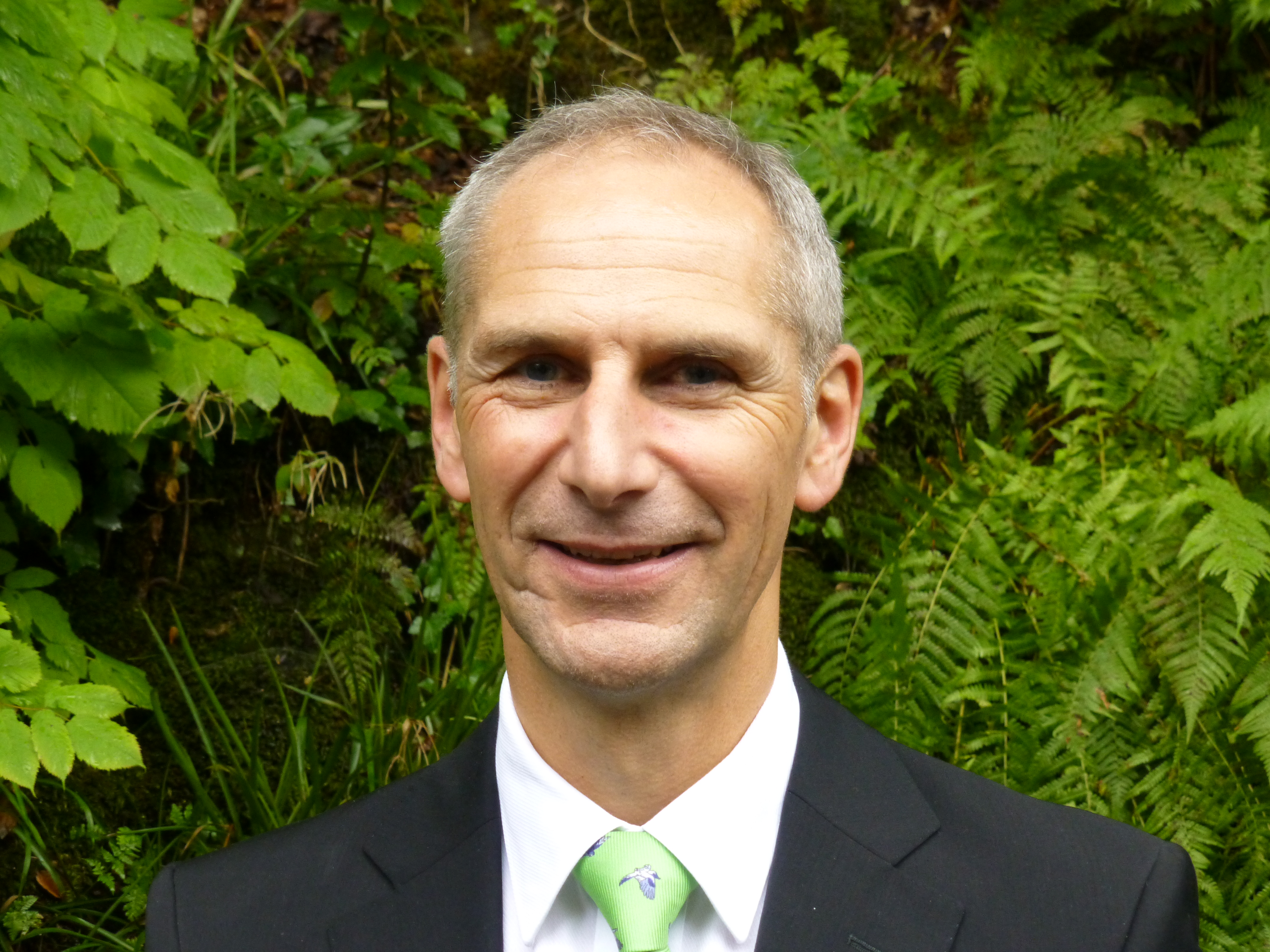
Arne Lawrenz

Arne Lawrenz (* 1964 in Berlin) ist ein deutscher Tierarzt und seit dem 1. März 2013 Direktor des Zoologischen Gartens in Wuppertal.

## Leben
Nach dem Abschluss seines Studiums der Veterinärmedizin an der FU Berlin promovierte Lawrenz 1994 mit einer Dissertation über „In-vitro-Untersuchungen zur intestinalen Biotransformation und Resorption von Albendazol“ zum Dr. med. vet. Er war zunächst in einer Kleintierpraxis und danach in einer Pferdeklinik tätig, bevor er für anderthalb Jahre im Süden Afrikas das Leben und Verhalten der Schwarzfußkatzen (Felis nigripes) im Zuge einer Feldforschung studierte. Ziel der Beobachtungen war das Gewinnen von Erkenntnissen zum Erhalt der Tierart.
Lawrenz war ab 1998 als Tierarzt im Zoo Wuppertal tätig. Hier wurde er am 1. März 2013 zum Nachfolger des am 9. November 2012 in den Ruhestand getretenen Zoodirektors Ulrich Schürer berufen. Er ist Mitglied und Leiter der „Deutschen Gesellschaft für Zootier-, Wildtier- und Exotenmedizin“, einer Fachgruppe der Deutschen Veterinärmedizinischen Gesellschaft (DVG).
Nach seiner Ernennung zum Zoodirektor kündigte Lawrenz an, den Wuppertaler Zoo dahingehend umzugestalten, dass die Artenzahl zugunsten größerer Gehege reduziert wird und das Potential des Zoos als eine der (neben der Wuppertaler Schwebebahn) wichtigsten und bekanntesten Sehenswürdigkeiten der Stadt noch besser genutzt und überregional vermarktet wird.